# Rhapsa
Rhapsa é um gênero de traça pertencente à família Arctiidae.